# Götiska Förbundet (ordenssällskap)

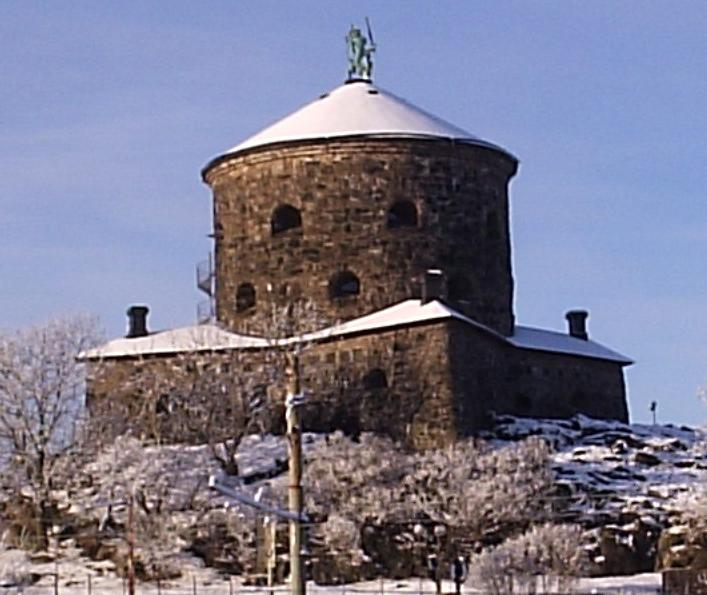
Skansen Lejonet är Götiska Förbundets förbundsborg.

Orden Götiska Förbundet stiftades den 25 juni 1815 och är sedan 1817 ett ordenssällskap med kunglig sanktion. Sveriges konung, Carl XVI Gustaf, är förbundets Höge beskyddare. Ordens valspråk är: Forntid – framtid – nutidens ansvar.

## Allmänt
Götiska förbundet grundades av Elias Hällström, bröderna Thure August och Otto von Sydow samt bröderna Gustaf och David Jochnick, i juni år 1815 vid Västra Tunhems kyrka. År 1817 beslutades att det skulle vara ett ordenssällskap och fick samma år även kunglig sanktion. 
Till nämnd kyrka återvänder förbundet vid vissa högtidligheter, senast vid dess 200-årsjubileum i juni år 2015.
Förbundet har Skansen Lejonet i Göteborg som förbundsborg.
Götiska Förbundet har Riddaregillen för män i Göteborg, Alingsås, Trollhättan, Skara, Uddevalla, Lidköping, och Mariestad. Victoriagillen för kvinnor finns i Skara, Uddevalla, Göteborg och Varberg.
Sällskapet har ett nära samarbete med Svea Orden, och genom den av Carl XVI Gustaf år 1993 instiftade Riksgraden, har de båda samfunden en gemensam högsta värdighet. Denna grad kan innehas av högst tio personer från vardera sällskap.

## Grader

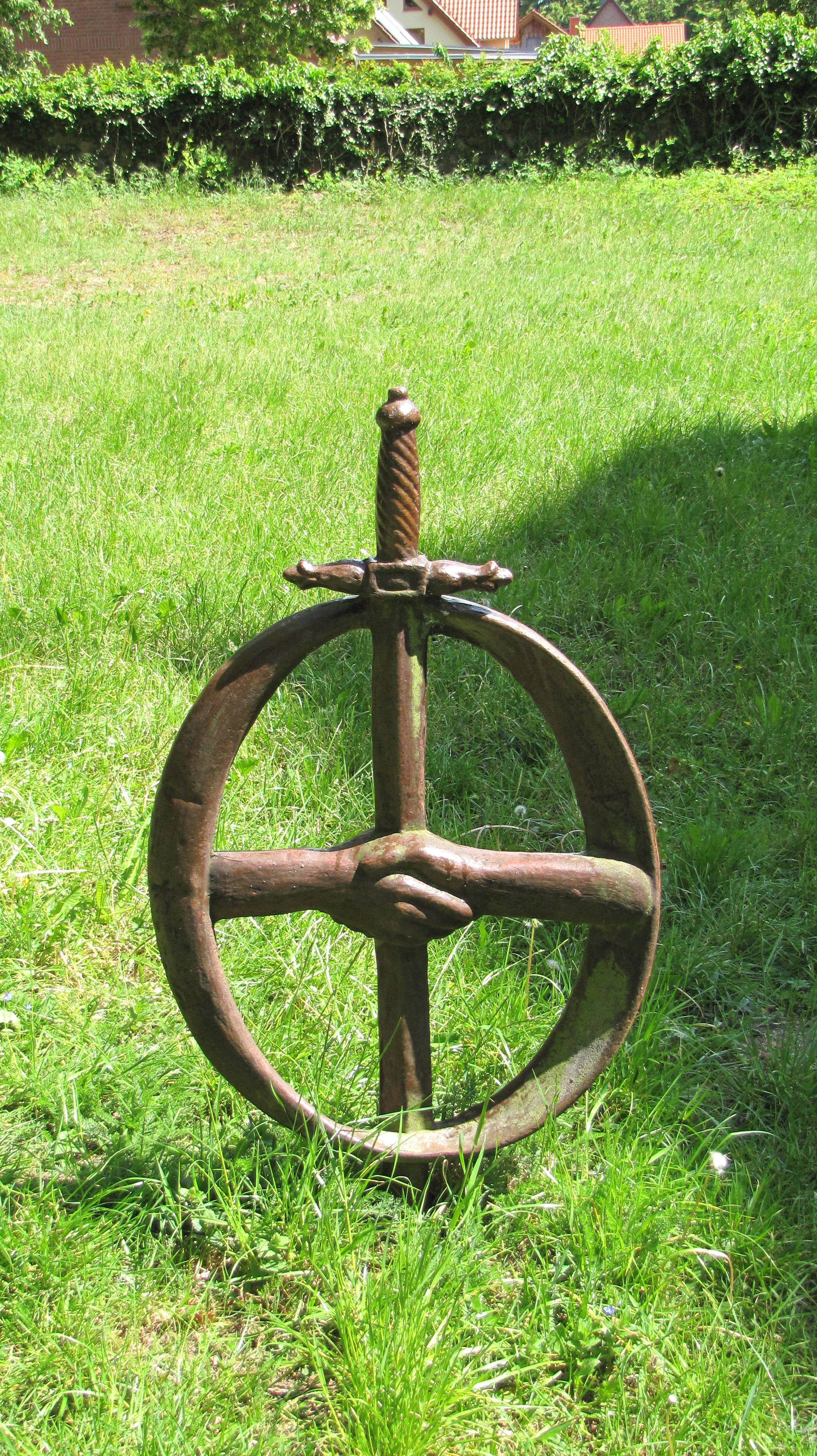

Götiska Förbundet är uppdelat i fem grader, exklusive Riksgraden. Riddaregille för män, verkar i graderna I-III, och Commendörsgille för män i graderna IV-V. 
- Götiska graden (I)
- Nordmannagraden (II)
- Riddaregraden (III)
- Domaregraden (IV)
- Stiftaregraden (V)

Victoriagille för kvinnor, som instiftades år 2000, verkar i graderna I-III, och Commendörsgille för kvinnor i graderna IV-V. 
- Götagraden (I)
- Sveagraden (II)
- Birgittagraden (III)
- Domaregraden (IV)
- Stiftaregraden (V)

Den ritualbundna verksamheten i de fem graderna är åtskild för män och kvinnor. 